# Veronica anagalloides
Veronica anagalloides é uma espécie de planta com flor pertencente à família Scrophulariaceae. 
A autoridade científica da espécie é Guss., tendo sido publicada em Plantae Rariores 5: , pl. 3. 1826.

## Portugal
Trata-se de uma espécie presente no território português, nomeadamente os seguintes táxones infraespecíficos:
- Veronica anagalloides subsp. anagalloides - presente em Portugal Continental. Em termos de naturalidade é nativa da região atrás referida. Não se encontra protegida por legislação portuguesa ou da Comunidade Europeia.